# عدنان بركات (لاعب كرة قدم)
عدنان بركات (بالهولندية: Adnan Barakat)‏ (مواليد 3 سبتمبر 1982 في أمستردام) هو لاعب كرة قدم هولندي من أصل مغربي يلعب في مركز وسط الميدان في دين بوستش الهولندي.

## روابط خارجية
- عدنان بركات على موقع قاعدة بيانات كرة القدم.إي يو (الإنجليزية)
- عدنان بركات على موقع Soccerway.com (الإنجليزية)
- عدنان بركات على موقع عالم كرة القدم.نت (الإنجليزية)